# ريوسوكي كاواإنابا
ريوسوكي كاواإنابا (باليابانية: 川鍋 良祐) (26 فبراير 1986 في كاسوكابي في اليابان – )؛ هو لاعب كرة قدم ياباني سابق كان يلعب كمدافع.

## وصلات خارجية
- ريوسوكي كاواإنابا على موقع رابطة كرة القدم اليابانية للمحترفين (اليابانية)
- ريوسوكي كاواإنابا على موقع قاعدة بيانات كرة القدم.إي يو (الإنجليزية)
- ريوسوكي كاواإنابا على موقع Soccerway.com (الإنجليزية)